# Meriones dahli
Meriones dahli é uma espécie de roedor da família Muridae.
Apenas pode ser encontrada no seguinte país: Arménia.